# Olympiapark

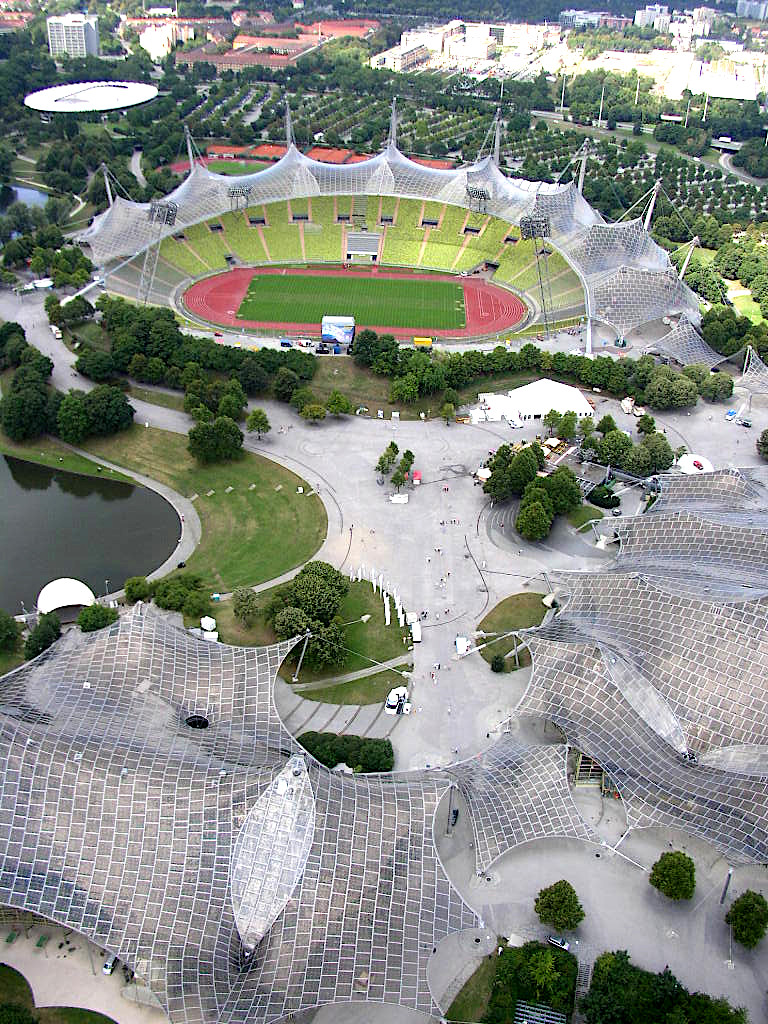
Vista parziale dell'Olympiapark (vista dall'Olympiaturm verso lo Stadio Olimpico, sulla destra: Olympiahalle, a sinistra: Olympiaschwimmhalle)

L'Olympiapark a Monaco di Baviera, Germania, è un parco olimpico costruito in occasione dei Giochi della XX Olimpiade. Si trova in una zona di Monaco chiamata "Oberwiesenfeld" ("prato superiore") e continua ad essere utilizzato come luogo di avvenimenti culturali, sociali e religiosi. Il parco è amministrato dalla Olympiapark München GmbH, una holding completamente appartenente alla municipalità di Monaco di Baviera.

## Ubicazione e strutture
L'uso del termine Olympiapark, per designare l'intera area, non è ufficiale ma soltanto convenzionale: l'intera area è suddivisa in quattro sub-aree:
- Olympic Area: comprende le strutture dedicate agli sport olimpici Stadio Olimpico e Olympiahalle con l'Olympiaturm. Nella stessa area sono presenti anche la Olympiaschwimmhalle e la Olympia Eventhalle.
- Villaggio olimpico, costituito da due villaggi, uno per i maschi e l'altro per le femmine.
- Olympic Media City ("Pressestadt"), oggi sede dell'Olympic Shopping Center. In realtà, quest'area appartiene al distretto di "Moosach".
- Olympic Park: Adiacente all'Olympic Area a sud, questo parco comprende le Olympic Mountain e l'Olympic Lake.

Il parco è inserito in un moderno skyline vicino alla sede della BMW ed i grattacieli della città alta di Monaco di Baviera. L'area è delimitata da Lerchenauer Straße a est, Moosacher Straße a nord Landshuter Allee, sulle rive del Willi-Gebhard ad ovest. Il confine meridionale dell'Area confina con Ackermannstraße e poi costeggia Kleingarten fino a Winzererstraße. Winzererstraße fino a Lerchenauer Straße chiudono l'ultima porzione del confine est. Il Georg-Brauchle-Ring divide l'area in due parti: Olympic Village e Olympic Media City nord e Olympic Area e Olympic Park a sud.

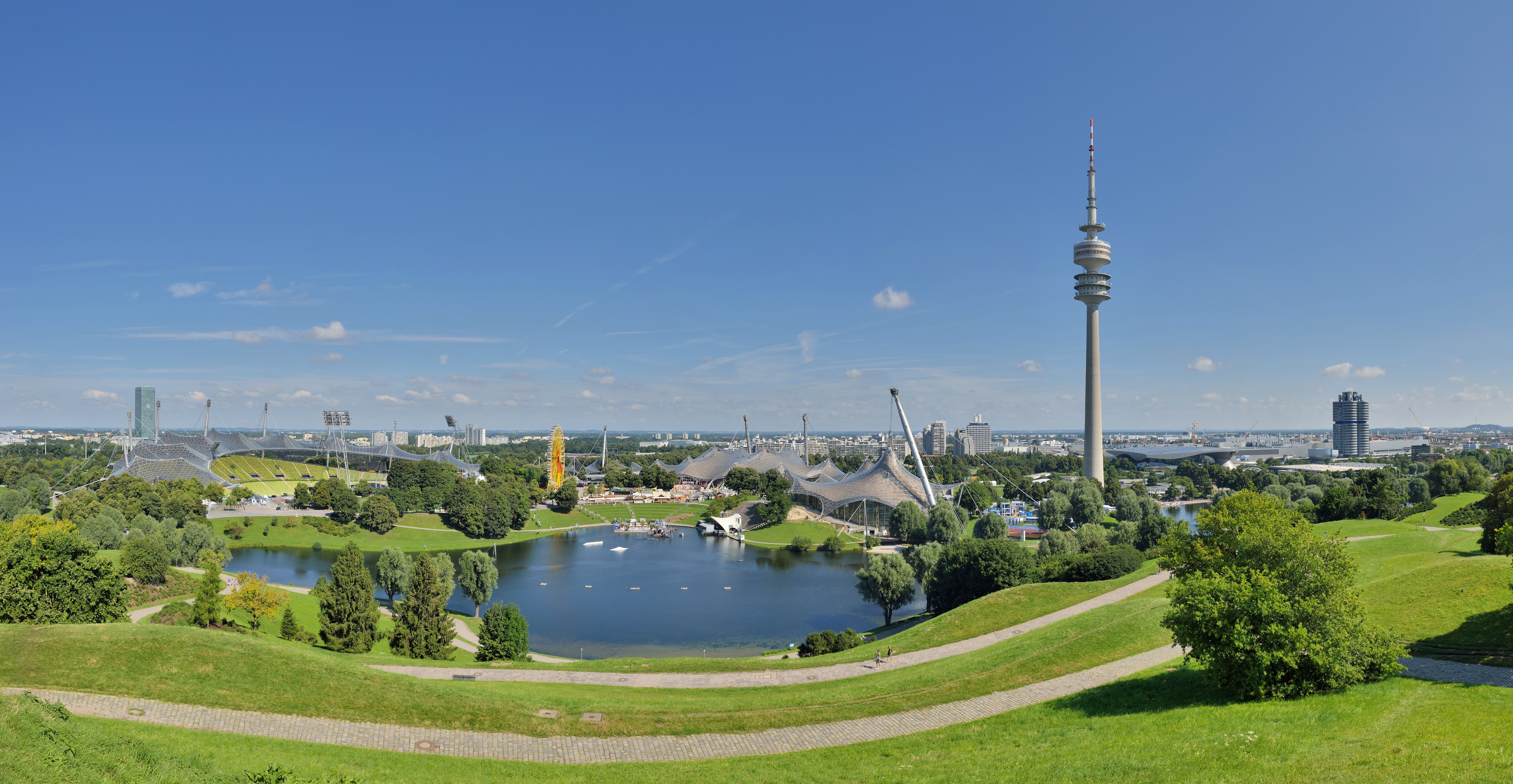
Olympiapark

## Storia
Dopo che il Comitato Olimpico Internazionale aveva assegnato, nel 1966, le olimpiadi estive a Monaco di Baviera, venne redatto un progetto per una ristrutturazione urbana della zona di Oberwiesenfeld. Fino al 1939 l'area era stata usata come campo di aviazione; la costruzione del recente Munich-Riem airport lasciò l'area di Oberwiesenfeld inutilizzata. Nei progetti redatti al tempo del nazismo, per lo sviluppo della città, quest'area doveva essere adibita a mattatoio centrale e mercato. Il paesaggio venne progettato dall'architetto Günter Behnisch, il quale venne incaricato di dare il nome alle stazioni delle linee U- e S-Bahn che dovevano essere costruite ai limiti dell'area. Il 3 novembre 1969 egli scelse il nome "Olympiapark" per la stazione lungo la linea U3. Questo nome venne scelto nell'idea che "Olympiapark" si relazionava bene con il tema di "giochi olimpici verdi" ed inoltre con il fatto che la stazione U-Bahn era vicina alla stazione dei bus che avrebbero servito tutta l'area olimpica. Il termine entrò presto nel linguaggio comune e conseguentemente nel gergo dei media. In breve il nome servì ad indicare l'intera area e non solo la stazione della metropolitana.

## Monumenti

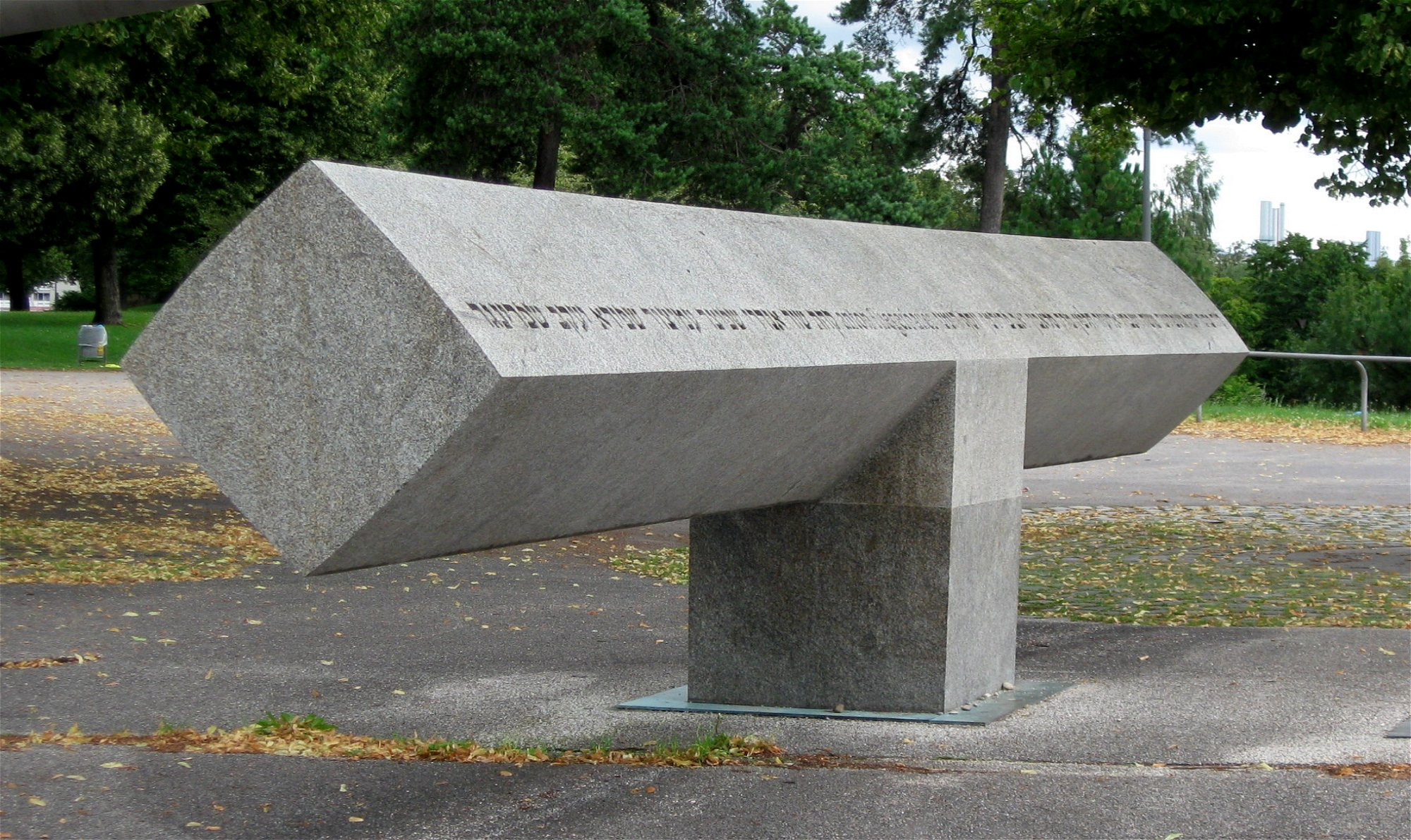
Monumento alle vittime dell'attentato terroristico delle olimpiadi del 1972

- Monumento alle vittime dell'attentato terroristico delle olimpiadi del 1972

## L'area olimpica in dettaglio

Olympiaturm

L'Area olimpica si trova a sud del Georg-Brauchle-Ring e a nord dell'Olimpic See ed è la più piccola porzione di tutta l'area Olympiapark. Essa comprende i seguenti siti di gara:

### Olympia Stadion
Lo stadio principale, costruito dal 1968 al 1972, venne progettato dallo studio di architettura Behnisch and Partners. Esso è oggi sede delle maggiori competizioni sportive sia nazionali che internazionali in Germania. Originariamente costruito per ospitare 80.000 spettatori, negli anni 1990 questo numero venne ridotto a 69.000 per motivi di sicurezza. Dopo la chiusura dei Giochi olimpici, lo stadio venne utilizzato prevalentemente per incontri di calcio e utilizzato dal Bayern Monaco e dal Monaco 1860. Dall'apertura della Allianz Arena nel 2005, esso viene utilizzato soltanto per eventi culturali.

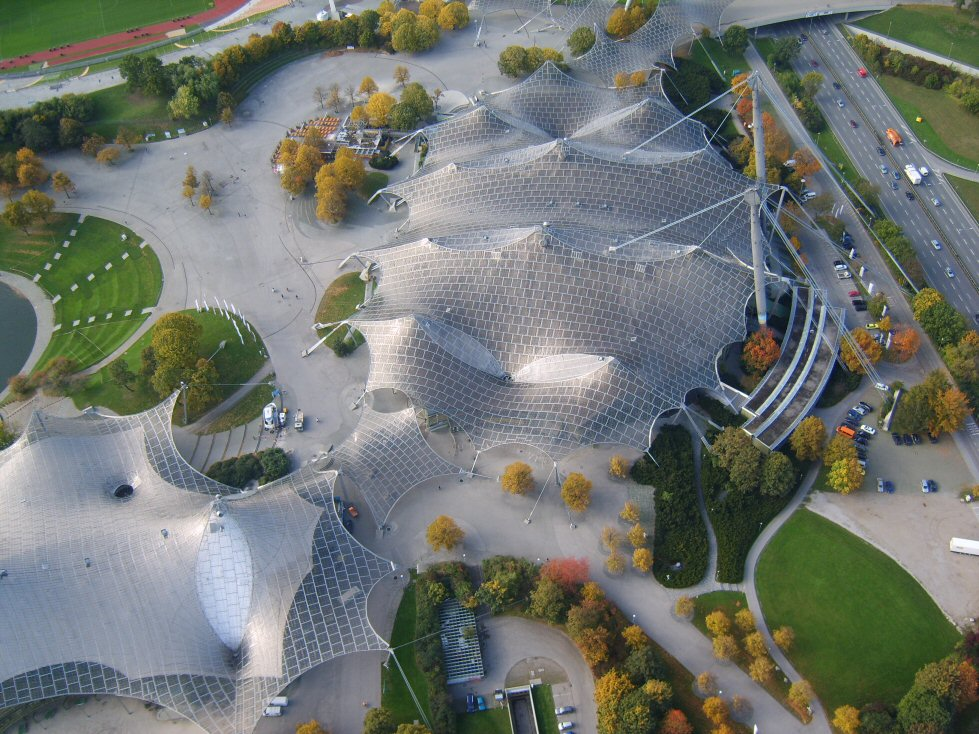
Olympiahalle e Olympia-Schwimmhalle

### Olympia Halle
Anch'essa disegnata da Behnisch and Partners, l'Olympic Hall è un palazzetto sito a nord-est dell'Olympic Stadium. Ha una capacità di 12.150 spettatori seduti o 14.000 in piedi.

### Small Olympic Hall
Piccolo impianto all'Olympic Hall per 1.000 posti a sedere secondo la dimensione del palcoscenico.

### Olympia Schwimmhalle
Questo impianto fa parte della storia delle Olimpiadi in quanto è qui che il nuotatore statunitense Mark Spitz vinse 7 medaglie d'oro olimpiche nel corso delle Olimpiadi del 1972.
Una caratteristica notevole della Schwimmhalle è il modo in cui le strade acciottolate portano fin sotto alla copertura della parte superiore dell'area dei posti a sedere, creando così l'impressione reale di giungere direttamente dalla strada al proprio posto. La sede è disponibile sia al nuoto agonistico che al pubblico.

### Olympiaturm
L'Olympiaturm è alta 291 m ed ha un peso di 52,500 tonnellate. All'altezza di 190 m vi è una piattaforma di osservazione ed un piccolo museo del rock and roll. Dalla sua apertura nel 1968 ha registrato più di 35 milioni di visitatori (al 2004). All'altezza di 182 m vi è un ristorante girevole con 230 posti. Un'intera rotazione avviene in 53 minuti. La torre è dotata di un ascensore della Deutsche Telekom con una velocità di 4 m/s, oltre che un ascensore per due persone con velocità di 7 m/s. L'ascensore principale ha una capienza di 30 persone. Il tempo di salita è di circa 30 secondi.

### Olympia Dorf
- Olympic Village
- Student District

### Olympic Media City
L'Olympic Media City si trova ad ovest dell'Olympiapark fra Landshuter Allee ad est e Riesstraße ad ovest. Si trova al numero 50 di Riesstraße.

#### Glockenspiel
Il carillon, costruito nel 1972, è uno dei cinque carillon della Baviera.

#### Munich Olympic Walk Of Stars
Nel 2003 venne costruito il Munich Olympic Walk Of Stars come passeggiata lungo l'Olympic Sea, nello stile dell'Hollywood Walk of Fame. I personaggi famosi lasciano l'impronta delle loro mani e dei piedi sul calcestruzzo della pavimentazione.

## Eventi regolari (oltre i concerti)

### Olympic Hall
- Six-Day-Run (dal 1972)
- Munich Indoors (dal 1998)
- Supercross-Cup (dal 1999)
- Holiday on Ice (dal 1975)
- Night of the Proms (dal 1995)
- International Exhibition (dal 1972)
- Congresso dei Testimoni di Geova (dal 1973)

### Olympic Swim Hall
- 24-Hour-Swim (dal 2000)
- Munich Triathlon (dal 2003, sempre alla fine di maggio)

### Open-Air Theatron
- Summer Music Theatron (dal 1972)
- Open-Air Pentecost Theatron (dal 2001)

### Altro
- Tollwood Festival (summer music festival)
- Summerfest in Olympiapark